# あぶない刑事フォーエヴァー
『あぶない刑事フォーエヴァー』（あぶないデカフォーエヴァー）は、1998年8月にテレビ放送されたスペシャルドラマ『あぶない刑事フォーエヴァー TVスペシャル'98』と、同年9月に公開された『あぶない刑事フォーエヴァー THE MOVIE』の2作品を基幹とする一連のメディアミックス企画である。
キャッチコピーは「「GAME OVER?」「ジョークだろ?」」、「テレビで始まる。映画で終わる。」、「ムダな抵抗はやめて、両方見なさい。」。

## 概説
日本テレビ開局45周年記念作品であり、国際テロ組織「NET」の絡む一連のエピソードを、スペシャルドラマで前篇、劇場映画で後篇として展開。テレビ放映作品と劇場映画作品を連続的に複合するメディアミックス方式の草分けとなった。また、シリーズでは初めて主題歌（SING LIKE TALKING「Firecracker」）が起用されている。

## スペシャルドラマ
『あぶない刑事フォーエヴァー TVスペシャル'98』（あぶないデカフォーエヴァー ティーヴィスペシャルナインティエイト）は、1998年8月28日に『金曜（特別）ロードショー』枠にて放送されたスペシャルドラマである。サブタイトルは「act.1 点火」（アクトワン てんか）。

### 概要
新作としては『もっとあぶない刑事』以来9年半振りに製作されたテレビドラマ作品。制作にあたって監督の一倉は「あぶ刑事をもう一度見直してみる」というコンセプトで、前作『あぶない刑事リターンズ』で一新された港署のセットや登場人物のキャラクターを過去のテレビシリーズの雰囲気に戻した演出を行った。BGMも、過去のテレビシリーズで使用された音源を新たにオーバーダビング・リミックスしたものが多用された。
なお、シリーズ当初より吉田刑事役で出演していた秋山武史は本作品の撮影終了直後に癌肝臓転移で亡くなったため、本作品が遺作となった（シリーズでは生前最後の出演でもあった）。
初回放送時の視聴率は25.7%（ビデオリサーチ・関東地区）。『金曜ロードショー』の番組歴代21位、オリジナル作品としては第1位の記録となっている。

### ストーリー
オイスターバーでの派手な銃撃戦のおかげで多額の損害賠償を負った大下は、インターネット上に記載されていた「現役警察官募集」と謳う高額アルバイトの求人広告に目が眩み、面接会場として指定された保税倉庫を訪れた。だが現地にいたのは面接官ではなく、マシンガンや暗視スコープなどで重武装した二人組であった。銃撃戦の末に一人は死亡、もう一人は取り逃がしてしまうが、車に積まれていた棺桶からは大量の銃器や弾薬が押収された。逃走した男は誘拐・爆破などでFBIから手配中の凶悪犯・城島であることが判明、さらに「NET」という組織との関係も浮かび上がった。一方で鷹山は、何者かが密告目的で求人サイトを偽造したのではないかと推察する。
翌日、港署では新人アイドルタレント・風吹明日香を一日署長に迎える防犯キャンペーンの開催を控えていた。前夜の一件もあり、世間やマスコミの注目を集めて港署全体が大わらわの中、城島から銃器弾薬の返還を要求するメールが入り、見せしめとして交番の警官二人が射殺される。逮捕のチャンスとばかりに大下たちは取引場所の本牧マリーナへ向かうが、城島の巧妙な策略によって押収品はまんまと奪われてしまった。直後、大下は城島の潜伏場所を示した謎の密告メールを受信するが、そこは防犯キャンペーンの一環として行われる予定のライブコンサートの特設会場だった。松村課長の援護を得て城島を追撃する大下だったが、間一髪のところで失敗してしまう。
明日香の身辺警護役を命ぜられていた鷹山は一日署長イベントを中止するよう深町に進言するが、深町は「城島もタレントなど狙いはしない」とあくまで予定通りの開催に固執する。止むなく鷹山と町田は、城島の名を騙って港署にニセの爆破予告を仕掛ける。署内はたちまち大パニックとなり、目論見通りイベントは中止かと思われたその直後、もぬけの殻となった港署に城島が侵入し、騒ぎに気付かず署内に残っていた明日香を襲撃する。傷付きながら必死に明日香を庇い応戦する鷹山に、明日香は自らがNETの計画を偶然にもハッキングしてしまった張本人であることを告白する。偽求人サイトをあえてイベント前日に開設したのも、城島と大下をライブ会場へ誘導したのも、自らを世間へアピールするために明日香が意図的に仕組んだものだった。大下も合流し、署内での銃撃戦の末にその場は退けるが、城島は殺害した機動隊員に成り済まして逃走してしまう。
鷹山と大下は明日香の浅慮な行動の罪滅ぼしの意図も込めて、彼女を囮に城島のコンピュータへ侵入して陽動する作戦に打って出る。狙い通り城島は再び3人の前に姿を現し、激しいカーチェイスと銃撃戦が展開される中、明日香の決死のハッキングによって城島の車に仕掛けられた自爆装置を爆発させることに成功。重傷を負った城島は警察病院へと収容され、NETが密かに横浜港へ運び込んでいた大量の銃火器も押収された。
事件は無事に解決へ向かうと思われたその夜、城島は看護婦と監視役の警官を惨殺し、再び行方をくらましてしまう。

### キャスト
- 鷹山敏樹 - 舘ひろし
- 真山薫 - 浅野温子
- 町田透 - 仲村トオル
- 松村優子 - 木の実ナナ
- 田中文男 - ベンガル
- 吉井浩一 - 山西道広
- 岸本猛 - 伊藤洋三郎
- 吉田春彦 - 秋山武史
- 愛川史郎 - 飯島大介
- 山路瞳 - 長谷部香苗
- 竹田敬三 - 海一生
- 土橋徹 - 賀川幸史朗
- 谷村進 - 衣笠健二
- 佐伯真理 - 実田江利香
- 安田一郎 - 石山雄大
- 風吹明日香 - 竹内結子
- 城島誠 - 永澤俊矢
- 金塊強盗団のリーダー - チャック・ウィルソン
- ソムリエ - 藤森夕子
- 寺西刑事 - 菅田俊
- 秋田刑事 - 片岡弘貴
- 香月勝彦 - 伊藤克信
- 酒井由美子 - 日柳慶子
- 尾藤猛 - ヨコスカ潮也
- リポーター - 服部恭子、藤井恒久
- 深町新三 - 小林稔侍
- 大下勇次 - 柴田恭兵

### スタッフ
- 制作：伊藤和明（NTV）
- 企画：大塚恭司（NTV）、伊地智啓（ケイファクトリー）、黒澤満
- プロデューサー：奥田誠治（NTV）、近藤正岳（東映）、服部紹男
- 脚本：大川俊道、柏原寛司
- 撮影：浜田毅（J.S.C）
- 照明：井上幸男
- 美術：小林正義
- 録音：柴山申広
- 編集：只野信也
- 助監督：山田敏久
- 俳優担当：河合啓一
- 製作担当：益岡正志、大塚泰之
- 音楽：Fuji-Yama【諸藤彰彦・山崎茂之】、鷺巣詩郎（シリーズ音楽：志熊研三、サントラ盤：ファンハウス（現SME：Sony Music Distribution-DefSTAR Records））
- 主題歌：SING LIKE TALKING「Firecracker」
- エンディングテーマ：舘ひろし with COLTS「CRY OUT〜泣いていいよ〜」
- 挿入歌
  - 柴田恭兵「RUNNING SHOT(SHOTGUN MIX)」
  - HAZEL & MASH「SPIDER」
- 音楽監督：鈴木清司
- 音楽プロデューサー：高桑忠男（東映音楽出版）
- 音響効果：真道正樹、錦織真里（原田サウンド）
- スタジオ：東映東京撮影所
- 技斗：高瀬将嗣、森聖二（高瀬道場）
- ガン・アドバイザー：BIGSHOT
- カースタント：TA・KA
- 特殊効果：羽鳥博幸
- 現像・テレシネ：東映化学（ファインネガ・ビデオシステム）
- 制作協力：東映
- 監督：一倉治雄
- 製作：セントラル・アーツ
- 企画制作：日本テレビ

### 映像ソフト
DVD
2002年12月21日発売。販売元：VAP　VPBT11596
カラー本編91分
映像特典：フォトギャラリー

Blu-ray
2012年9月21日発売。販売元：VAP　VPXX-71226/本編91分+特典映像 片面・二層/MPEG-4/AVC/16:9ビスタサイズ 1080p High-Definition（本編のみ）/ リニアPCM2.0ch
本編は16mmフィルムから新たにHDテレシネ・再編集を行ったリマスター版を使用。このため本編中のテロップフォントやビデオエフェクトのタイミングなどが放送版と一部異なる。
映像特典：スタッフ座談会 ~あぶデカをつくった男たち~フォーエヴァー TV スペシャル'98編（丸山昇一×柏原寛司×一倉治雄）、『あぶない刑事』劇場6作品予告編集
なお、ビデオソフト版と、HDリマスター版を用いて後年、CSチャンネルなどで放送された内容は、オリジナル版（テレビでの初回放送分）ではスタッフロールとその後に差し込まれていたエピソードの配置が入れ替えられ、スタッフロールが全体の最後に変更されている。

## 劇場作品
『あぶない刑事フォーエヴァー THE MOVIE』（あぶないデカフォーエヴァー ザムービー）は、1998年9月12日に東映系で公開された日本映画である。『あぶない刑事』劇場版シリーズの第5作。サブタイトルは「act.2 爆発」（アクトツー ばくはつ）。

### 概要（映画）
前作『あぶない刑事リターンズ』以来2年振りとなる劇場版第5作である。『TVスペシャル'98』に端を発する一連の事件の決着を描き、シリーズ史上においてもスペクタクル性が顕著な作品となった。
一方、高視聴率を記録したTVスペシャルとは対照的に劇場版の興行成績は伸び悩む結果となり、シリーズは再び7年の休止期間に入った。

### ストーリー（映画）
警察病院を脱走した城島を追い詰めるも、寸でのところで取り逃がしてしまった鷹山と大下。一方、鷹山たちの再三に渡る無軌道な行動に業を煮やした県警本部は遂に二人の辞職命令を下そうとしていたが、深町は秘密裏に本部長に掛け合い、辞職を阻止するべく奔走していた。
そうとは知らぬ二人が馴染みのバー「ポールスター」で一息ついている中、押収した銃器を輸送中の警察車両が城島一味によって襲撃されているという情報が入る。鷹山と大下の活躍で銃器の奪回は辛くも阻止されたが、死亡した一味の一人の手掛かりにより、襲撃事件の直前にポールスターに立ち寄っていた伊達と名乗る男が黒幕として絡んでいる疑いが浮上。ポールスターの経営者・津山はかつて中東を拠点に活動していた名うての傭兵であり、伊達はその部下であったが、野心に駆られた伊達は国際的テロ集団・NETへ自ら身を落とし、今や最高幹部の一人として世界中で破壊活動を行っていた。NETは最終計画“熱い嵐作戦（オペレーション・ヒートストーム）”の拠点として横浜を選び、伊達は津山を仲間に引き込むべく、執拗に接触を図っていたのだった。鷹山がその真相を津山から聞き出していた最中、一味の襲撃によって津山は死亡。津山は今際に、自らが愛した横浜の未来を鷹山たちに託した。
鷹山に津山殺害の嫌疑がかけられる中、城島が市内の安ホテルに潜伏していた鷹山に襲撃を仕掛けるも、間一髪のところで駆け付けた大下の援護もあり失敗。城島は度重なるミスの責任を被り自爆を遂げ、さらにはポールスターのウェイトレス・恵美が人質として拉致されてしまう。
伊達の配下が鷹山たちの踏み込んだ恵美のマンションをロケットランチャーで爆破した直後、2人を始末したと報告を受けた伊達は横浜港沖に停泊中の巨大タンカーを占拠。タンカーを爆破して横浜市を壊滅させる作戦を実行に移すと横浜市を脅迫し、横浜市の新庁舎建設費として密かに準備されていた100億円を要求、横浜市はその条件を呑む。港署で現金運搬の準備が進む最中、町田の伝手で武器を調達していた鷹山と大下が現れ、現金を積んだバンを強奪して逃走する。その裏で伊達と電話で90億円で恵美を引き渡す契約を交わし、二人は取引現場へ向かう。

### キャスト（映画）
- 鷹山敏樹 - 舘ひろし
- 真山薫 - 浅野温子
- 町田透 - 仲村トオル
- 松村優子 - 木の実ナナ
- 田中文男 - ベンガル
- 吉井浩一 - 山西道広
- 岸本猛 - 伊藤洋三郎
- 愛川史郎 - 飯島大介
- 山路瞳 - 長谷部香苗
- 竹田敬三 - 海一生
- 土橋徹 - 賀川幸史朗
- 谷村進 - 衣笠健二
- 佐伯真理 - 実田江利香
- 安田一郎 - 石山雄大
- 伊達章一郎 - 加藤雅也
- 津山徹 - マイク眞木
- 下村恵美 - 本上まなみ
- 城島誠 - 永澤俊矢
- 角田 - 西田健
- 田代 - 中丸新将
- タンカー船長 - 草薙良一
- 男 - 庵野秀明
- 県警幹部 - 萩原紀
- 横浜市幹部 - 森富士夫
- 王 - BOB藤原
- 緒方雄一 - 西岡徳馬
- 中村 - 中山秀征（友情出演）
- 深町新三 - 小林稔侍
- 大下勇次 - 柴田恭兵

### スタッフ（映画）
- 製作総指揮：漆戸靖治（NTV）、高岩淡（東映）
- 企画：清水豊次（NTV）、伊地智啓（ケイ・ファクトリー）、黒澤満
- プロデューサー：奥田誠治（NTV）、近藤正岳（東映）、服部紹男
- 脚本：柏原寛司、大川俊道
- 撮影：仙元誠三
- 照明：井上幸男
- 美術：小林正義、山崎秀満
- 録音：柴山申広
- 編集：只野信也
- 助監督：鳥井邦男
- 音楽：Fuji-Yama【諸藤彰彦・山崎茂之】、鷺巣詩郎（サントラ盤：ファンハウス）
- 音楽監督：鈴木清司
- 音楽プロデューサー：高桑忠男（東映音楽出版）
- 主題歌：SING LIKE TALKING「Firecracker」
- エンディングテーマ：舘ひろし with COLTS「CRY OUT〜泣いていいよ〜」
- 挿入歌：柴田恭兵「RUNNING SHOT（SHOTGUN MIX）」
- 音響効果：真道正樹、錦織真里（原田サウンド）
- スタジオ：東映東京撮影所
- ガン・アドバイザー：BIGSHOT
- 特殊技術：特撮研究所、マリンポスト、オムニバス・ジャパン、東映化学デジタルテック、日本映像クリエイティブ
- 特殊視覚効果：大屋哲男（マリンポスト）
- 操演：尾上克郎、鈴木昶
- 特撮監督：佛田洋
- ミニチュア：レインボー造形企画、東陽モデル
- ステディカム：佐光朗
- 水中撮影：山本英夫
- 映像提供：長谷部安春、一倉治雄、村川透
- 協力：日本石油、日本石油基地、東京タンカー、東京タンカーマリンサービス、喜入シーメンスクラブ
- 現像：東映化学
- 協賛：三菱電機、日本エアシステム、三菱自動車、コーンズ・イタリア
- 制作協力：セントラル・アーツ
- 配給：東映
- 監督：成田裕介
- 製作：あぶない刑事製作委員会（日本テレビ放送網、東映）

### 映像ソフト（映画）
DVD
2002年12月21日発売。販売元：VAP　VPBT11597
- カラー本編106分

映像特典
- フォトギャラリー、劇場予告

Blu-ray
2012年9月21日発売。販売元：VAP　VPXT-71227/本編106分+特典映像 片面・二層/COLOR/MPEG-4/AVC/16:9ビスタサイズ 1080i High-Definition（本編のみ）/ リニアPCM2.0ch
映像特典
- スタッフ座談会 ~あぶデカをつくった男たち~FOREVER THE MOVIE編（丸山昇一×柏原寛司×一倉治雄）、『あぶない刑事』劇場6作品予告編集

1999/10/08『あぶない刑事フォーエヴァー THE MOVIE』

### テレビ放送
1999年10月8日、日本テレビ系「金曜ロードショー」で地上波初放送。
2024年5月25日、『帰ってきた あぶない刑事』の公開を記念した映画版『あぶない刑事』シリーズ4週連続放送の第2弾としてBS日テレで放送された。